# محمد المحبوب إسطمبولي
محمد المحبوب إسطمبولي فنان و ممثل مسرحي جزائري هو أحد أعمدة الثقافة والفن الجزائري في وقته  ولد عام 1913 بالمدية، وترعرع في عائلة محافظة كان أول لقاء له بخشبة المسرح سنة 1920 وعمره آنذاك لا يتجاوز السبع سنوات.

## حياته الفنية
في سنة 1935 أسس نادي الهلال الرياضي جنب المسجد الحنفي الذي بناه أبوه الشيخ محمود اسطنبولي بجوار الثكنة العسكرية في مدينة المدية الذي ينشط في المجال الرياضي والفني والمسرحي فكان له أن أسس أول مجموعة مسرحية وأول مجموعة كشفية وأول مجموعة صوتية لكامل المنطقة، أسس أيضا ما يعرف بأولمبيك المدية. انتقل بعدها إلى الجزائر العاصمة سنة 1939 ثم التحق بالنضال السياسي وانخرط في حزب الشعب وانشأ فرقة مسرحية حملت اسم رضا الباي خلال هذه الفترة كتب العديد من القصائد والأناشيد الوطنية للكشافة الإسلامية مثل قصيدة من جبالنا و ناداني وطني فأجبت النداء.
في عام 1948 التحق محبوب اسطنبولي بصفوف جبهة التحرير الوطنية. في عام 1957 عمل بالإذاعة الوطنية بالجزائر ليشرف على عدة حصص شعرية و غنائية لكن نظاله من أجل القضية الجزائرية ضد الإستعمار الفرنسي أدت به لاعتقاله في نفس السنة فأثناء اعتقاله تم تحويله في عدة مراكز التجميع (ضيعة شنو، بني مسوس، سيدي الشامي بوهران، بوسوي وتيفيشون)
بعدإستقلال الجزائر انظم إلى المسرح الوطني الجزائري وكان عضوا في أول فرقة مسرحية لبوزريعة وكان مؤسس القسم المسرحي لشركة سوناطراك البترولية والتي كان منظما لأول عيد العمال في 1971 بعد تأميم المحروقات الجزائرية من الشركات الأجنبية
طيلة مسيرته الفنية ألف ما يزيد عن 5000 قصيدة كما ترجم واقتبس عشرات المسرحيات العالمية والمسرحيات الغنائية من أشهرها حب وجنون في زمن المحبوب.

كان دوما يردد لإبنه "أتضن أن فيكتور هوجو كتب أكثر مني قصائدا و نثرا ؟ " 

## أعماله المشهورة
- هو كاتب ومؤلف مئات الأناشيد منها النشيد المشهور للثورة الجزائرية من جبالنا طلع صوت الأحرار ينادينا للإستقلال في 1940 والذي يحكي عنه أنه لم يقتنع بصحته فعرضه على مفدي زكريا ليراجعه.
- كتب أكثر من 5000 قصيدة شعرية من الفصحى و الملحون
- عشرة أوبرات
- عشرات الاقتباسات المسرحية
- 4 روايات
- 4 مسلسلات موسيقية
- ثلاثون مسرحية منها الهمج ولغة الأجداد في باب الواد
- نظم قصيدتا من 200 بيت يعلم فيها الصبيان قواعد الغة بعنوان حماية اللسان من عثرات اللسان

## وفاته
توفي في 7 جانفي 2000 وكان من بين وصاياه أن لا يتم إخراج أعماله حتى بعد 50 سنة من وفاته 